# Арв'є (Валле-д'Аоста)
Арв'є (фр. Arvier) — муніципалітет в Італії, у регіоні Валле-д'Аоста.
Арв'є розташований на відстані близько 610 км на північний захід від Рима, 13 км на захід від Аости.
Населення — 887 осіб (2014).
Щорічний фестиваль відбувається 17 січня. Покровитель — Sulpice le Pieux.

## Демографія
Населення за роками:

Станом на 1 січня 2023 року в муніципалітеті офіційно проживало 45 іноземців з 14 країн, серед них 23 громадяни країн Євросоюзу.

## Сусідні муніципалітети
- Авіз
- Ентро
- Ла-Тюїль
- Рем-Сен-Жорж
- Сен-Нікола
- Вальгризанш
- Вільнев

## Відомі люди
Народились
- Моріс Гарін — французький велогонщик